# Mishima Zaibatsu
Mishima Zaibatsu (MZ) je fiktivní konglomerát, který je nerozlučně spjat s herní sérií Tekken od společnosti Namco.

## Pozadí událostí

### Mishima Zaibatsu
Společnost byla původně vlastněna Jinpachim Mishimou (Džinpači Mišima). Po něm ji převzal a 40 let vedl Heihachi Mishima (Hejhači Mišima), jedna z vůdčích osobností série Tekken a pořadatel prvního klání o titul Král železné pěsti (japonsky Tekken-Ou). MZ vznikla fúzí dvou jiných společností – Mishima Financial Empire (obchodní skupina známá též jako Tekken Force) a Mishima Heavy Industries. Konglomerát je hlavním sponzorem výše uvedeného turnaje. V této době je opět pod kontrolou Jinpachiho (i když Tekken 5, resp. koncová Jinpachiho animace ukazuje porážku a zánik světa).

### G Corporation
G Corporation (G Corp.) je největším konkurentem MZ. Je známa svou produkcí robotů série Jack, jak ukazuje Tekken 4. 